# WATCH THE MUSIC
『WATCH THE MUSIC』（ウォッチ・ザ・ミュージック）は、2013年2月25日に発売されたtrfのミニ・アルバム。発売元はavex trax。

## 解説
- TRF20周年プロジェクトリリース第4弾企画で、デビュー20周年の日に発売。オリジナル作品（アルバム）としては前作『GRAVITY』から約4年ぶり。
- シングルでは「LEGEND OF WIND」以来約16年ぶり、アルバムでは『BRAND NEW TOMORROW』以来約17年ぶりとなる、小室哲哉のフルプロデュースによる作品。作詞・作曲、アレンジ、ビジュアルに至るまで全面的に小室が手掛けている。
- この作品のリリースにあわせて、今作限りでグループ名の表記を「TRF」から小室プロデュース時代である「trf」へ改めている。
- 1月23日に、収録曲「PUSH YOUR BACK」の着うたがレコチョク限定で先行配信され、翌週1月30日にはフルバージョンがレコチョクやiTunes Store等で配信された。
- mu-moショップでの購入限定で、B2サイズ告知ポスターが付属した。
- 小室は、「WATCH THE MUSIC。ミュージックビデオ、テレビ、YouTubeなどのインターネット。音楽を見て楽しんでもらえる、音楽を見て踊ってもらえる、そんな作品。今回あらためてtrfをプロデュースさせて頂くことが決まった時から出来ていた言葉。trfの20年間の『懐かしさ』と『新しさ』のその両方を感じてもらえる作品にしたい。」とコメントを寄せている[1]。

## 収録曲

### CD
| 全作曲・編曲: 小室哲哉。 |                                  |           |            |      |
| #                        | タイトル                         | 作詞      | 作曲・編曲 | 時間 |
| 1.                       | 「ShowTime (4 Executive Seats)」 | 小室哲哉  | 小室哲哉   | 5:39 |
| 2.                       | 「PUSH YOUR BACK」               | 小室哲哉  | 小室哲哉   | 5:20 |
| 3.                       | 「arigatow」                     | -         | 小室哲哉   | 2:43 |
| 4.                       | 「Because of U」                 | 小室哲哉  | 小室哲哉   | 5:03 |
| 5.                       | 「LOVE is like a candle light」  | 小室哲哉  | 小室哲哉   | 5:01 |
| 6.                       | 「Watch the Music」              | 小室哲哉  | 小室哲哉   | 6:10 |
| 7.                       | 「EVERYDAY」                     | 小室哲哉  | 小室哲哉   | 4:18 |
| 合計時間:                | 合計時間:                        | 合計時間: | 34:14      |      |

### DVD
| #  | タイトル                                           | 作詞 | 作曲・編曲 |
| -- | -------------------------------------------------- | ---- | ---------- |
| 1. | 「PUSH YOUR BACK Original Version」(Music Video)   |      |            |
| 2. | 「PUSH YOUR BACK Dancer’s Edition」(Music Video)   |      |            |
| 3. | 「PUSH YOUR BACK Promercial Version」(Music Video) |      |            |
| 4. | 「Because of U」(Music Video)                      |      |            |

## 楽曲解説
1. ShowTime (4 Executive Seats)
  - 夏フェスなどで盛り上がる曲として制作された[2][出典無効]。
  - 小室哲哉が本作で最も気に入っている楽曲として挙げている。Bメロの譜割りは中田ヤスタカを意識したと語っている[3][出典無効]。
2. PUSH YOUR BACK
  - テレビ朝日プロマーシャルタイアップソング
  - リズムトラックはキックとクラップのみで、ハイハットやスネアの音は入っていない。デモの段階ではこれよりさらにシンプルなトラックになっていた[4][出典無効]。
3. arigatow
  - インスト曲。
  - 外タレが日本にやってきた時に必ず覚える日本語が「ありがとう」だからという理由でこのタイトルになった[4]。
4. Because of U
  - テレビ朝日系ドラマ『甘王の共感スクール』テーマソング
  - 小室が他の作品の制作に追われ、たいへん忙しい時期だったため、別の曲と似たメロディになってしまっていたが、YU-KIに指摘されて気付き、この形になった[4]。
5. LOVE is like a candle light
  - trfのメンバーが本作の中で最も気に入っている楽曲[5][出典無効]。
  - 小室が正月に妻のKCOの実家、大分に帰省した際に作った楽曲[6][出典無効]。デモの時は、サビを曲の最後まで引っ張る構成になっていた[5][出典無効]。
6. Watch the Music
  - 「Watch the Music」というコンセプトは小室本人も気に入っており、自身のソロアルバムでも曲タイトルとして使われた[4]。
  - 小室のソロアルバム『DEBF3』に収録されている「WATCH the MUSIC」はこの楽曲から派生した楽曲[7][要ページ番号]。
7. EVERYDAY
  - 90年代にリリースしても違和感がないように作られた[8][出典無効]。
  - YU-KIがこの曲の歌詞を受け取った際、小室作品では珍しく歌詞の人物像がなかなか見えてこなかったため、小室と数時間にわたって久しぶりに話し合った[5]。

## クレジット
- Produced : 小室哲哉
- Mixed : 小室哲哉 (#1,3,4,5,6), Aaron Dahl & Joe Peluso (#2), Dave Ford (#7)
- Mix Coordinated : Riki Melwani
- Vocal Directed : 安田行憲 (#1,2,4,5,7), 小室哲哉 & 小林孝至 (#6)
- Vocal Engineered : 安田行憲 (#1,2,4,5,7), 岩佐俊秀 (#6)
- Synthesizer Programmed, Recorded : 岩佐俊秀
- Recording Assisted : 土屋武士, 中武講平, 小森雅仁, 松橋秀幸
- Mastered : 前田康二
- Executive Produced : 松浦勝人
- Art Direction, Design : 吉川克
- Photography : オノツトム